# High Seas
High Seas (spanischer Originaltitel Alta Mar; jeweils zu deutsch hohe See/offenes Meer) ist eine spanische Krimi-Dramaserie mit Ivana Baquero, Alejandra Onieva und Jon Kortajarena, die von Ramón Campos und Gema R. Neira entwickelt wurde. Die erste Staffel wurde am 24. Mai 2019 auf Netflix veröffentlicht. Die zweite folgte am 22. November 2019 und die dritte und finale Staffel am 7. August 2020. Die Handlung der Serie spielt in den späten 1940ern fast ausschließlich auf einem Linienschiff auf dem Atlantik.

## Handlung

### Staffel 1
In den späten 1940ern nach dem Zweiten Weltkrieg reisen die Schwestern Eva und Carolina Villanueva, deren Vater verstorben ist,  von Madrid nach Rio de Janeiro mit dem Linienschiff Bárbara de Braganza (ehemals Covadonga), das Carolinas Verlobten Fernando Fábregas gehört und auf dem während der Fahrt deren Hochzeit stattfinden soll.
Die jüngere Eva, eine Schriftstellerin, hat eine blinde Passagierin an Bord geschmuggelt, doch als diese ins Wasser stürzt, beginnt Eva zusammen mit Schiffsoffizier Nicolás Vázquez, Nachforschungen anzustellen. Als Luisa jedoch wieder auftaucht und ihre wahre Identität namens Sofia  entdeckt wird, steht der Verdacht im Raum, dass der Onkel der Schwestern heimlich Lastwagen der Familienfirma von den Nazis zum Transport von Personen in Konzentrationslager nutzen ließ. Doch es kommt heraus, dass ihr Vater Carlos, der noch lebt, sich auch auf dem Schiff befindet und in Wahrheit er hinter den Transporten für die Nazis steckte. Schließlich wird er eingefangen und Carolina und Fernando werden bei der Äquatorüberquerung getraut.
In zwei Nebenhandlungen geht es einmal um Verónica, die Tochter der Dienstbotin Francisca der Schwestern, die sowohl von dem Playboy Sebastián als auch seinem Diener Dimas begehrt wird, und um die Sängerin Clara, die von Fernandos Schwager Aníbal vergewaltigt wird und ihn tötet, als er seine Frau Natalia angreift.

### Staffel 2
Die Barbara de Braganza nimmt fünf Schiffbrüchige auf, darunter die angeblich hellseherische Casandra, die sagt, auf dem Schiff sei eine Frau namens Rosa Marín ermordet worden, deren Geist daraufhin erscheint. Es kommt heraus, dass Casandra eigentlich Rosas Schwester ist und Fernando verdächtigt, der eine Affäre mit Rosa hatte, aber auch Carolina kommt unter Verdacht, die von Rosa wusste.
Sebastián verlobt sich mit Verónica, aber sie verlässt ihn, nachdem er Dimas betrogen hat. Clara hält den Druck des Detektivs, der sie und Natalia verdächtigt, nicht aus und stirbt an einer Überdosis Tabletten.
Nachdem durch einen Fluchtversuch Carlos stirbt und Sofia verschwindet, läuft das Schiff endlich in Rio de Janeiro ein und Carolina kann Francisca als Rosas Mörderin entlarven.

### Staffel 3
Auf einer neuen Fahrt von Buenos Aires nach Mexiko soll Eva einem britischen Spion helfen, ein tödliches Virus ausfindig zu machen, das auf das Schiff gebracht wurde. Auch eine alte Freundin ihres Onkels mit einem Arzt und Diana, angeblich ihre Tochter, die Carolinas Doppelgängerin ist und ihren Platz einnehmen will, sind hinter dem Virus her.
Es wurde von der Schülerin eines deutschen Wissenschaftlers, welcher an Deck von ihr ermordet wurde, hergestellt. Sie möchte mit ihm anscheinend den Ausgang des Zweiten Weltkrieges rächen.
Derweil lässt der neue Erste Offizier Héctor den Kapitän absetzen und zettelt eine Meuterei an, als Teil des Plans von Claras Freund Pierre, um sich an Natalia zu rächen, die er für den Tod Claras verantwortlich macht. Ziel ist der Ruin der Reederei. Dafür wird der Kurs der Bárbara de Branganza so verändert, dass eine Ankunft nach Plan in Mexiko unmöglich wird.
Das Virus wird freigesetzt und viele Passagiere infiziert, aber nachdem Héctor und Katona, die das Virus an Bord brachte, festgenommen werden, kann ein Heilmittel hergestellt werden. Das Schiff wird zeitgleich von der Marine beschossen, um eine Infektion der Bevölkerung durch die Reisenden auszuschließen. Letztendlich können jedoch alle Passagiere in Rettungsbooten an Land gebracht werden.

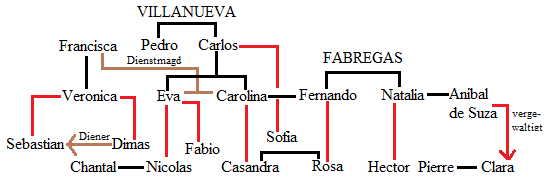
Figurenkonstellation aus den Mitgliedern der Familie Villanueva-Fabregas (oben) und ihren romantischen oder leidenschaftlichen Verwicklungen (unten)

## Episodenliste
| Staffel | Episoden | Veröffentlichung |
| ------- | -------- | ---------------- |
| 1       | 8        | 24. Mai 2019     |
| 2       | 8        | 22. Nov. 2019    |
| 3       | 6        | 7. Aug. 2020     |

### Staffel 1
| Nr. (ges.) | Nr. (St.) | Deutscher Titel | Originaltitel    | Regie         | Drehbuch                                                      |
| --- | --------- | --------------- | ---------------- | ------------- | ------------------------------------------------------------- |
| 1 | 1         | Der Albatros    | El Albatros      | Carlos Sedes  | Daniel Martín Serrano, Curro Novallas & José Antonio Valverde |
| Bei der Fahrt zu dem Schiff begegnen die Schwestern einer jungen Frau, die sie um Hilfe bittet, und schmuggeln diese darauf in einem Schrankkoffer auf das Schiff. Sie sagt, sie heiße Luisa und fliehe vor ihrem Verlobten, der sie umbringen wolle, weil sie ihn nicht heiraten wolle. Ein Albatros schlägt gegen das Fenster des Steuerhauses, was für den Kapitän ein schlechtes Omen zu sein scheint. Während eines Tanzballs wird Fernando zu einem verdächtigen Treffen um Mitternacht gedrängt und behauptet, er erhalte ein Telegramm. Während Eva und Nicolás sich an Deck unterhalten, fällt eine Frau, offenbar Luisa, schreiend von oben ins Wasser, doch nur Eva glaubt, dass sie gestoßen worden sei. Zuvor hat sie offenbar die Suite der Schwestern durchsucht. Eva findet auf dem oberen Deck, von wo Luisa gefallen sein soll, Fernandos Anstecknadel. |           |                 |                  |               |                                                               |
| 2 | 2         | Die Ringe       | Los anillos      | Carlos Sedes  | Daniel Martín Serrano, Curro Novallas & José Antonio Valverde |
| Der Fund von Luisas Kleid im Wasser scheint zu bestätigen, dass diese die ins Wasser gefallene Frau war. Der Detektiv beschränkt seine Ermittlungen auf die Passagiere unter Deck, auch nachdem das Gepäck der Schwestern durchwühlt wurde. Eva konfrontiert Fernando mit der Anstecknadel, der aber eine Ausrede parat hat. Später entdeckt sie, dass er kein Telegramm erhalten hat. Verónica wird von Sebastián und seinem Diener Dimas umworben, die Sängerin Clara von Aníbal vergewaltigt. Als Dieb wird der junge Mann Manuel überführt, der auch gesteht, Luisa umgebracht zu haben, und zwar bereits in der Kabine, bevor er sie ins Wasser geworfen habe. Da Eva und Nicolás sie beim Fallen schreien gehört haben, merken sie, dass daran etwas nicht stimmt. Also bedrängen sie Manuel zu verraten, wer ihn zum Lügen angestiftet hat. |           |                 |                  |               |                                                               |
| 3 | 3         | Sofía           | Sofía            | Carlos Sedes  | Daniel Martín Serrano, Curro Novallas & José Antonio Valverde |
| Carolina findet ein Foto ihres Vaters, auf dem auch Luisa zu sehen ist, und befragt Pedro, der die Frau als die Übersetzerin ihrer Schuhfabrik fürs Deutsche Sofía Plazaola identifiziert. Als Nicolás noch einmal mit Manuel reden will, ist dieser in seiner Zelle erhängt. Eva und Nicolás vermuten, er sei ermordet worden und habe mit dem Mörder gekämpft; im Lüftungsschacht der Zelle finden sie Stoff einer Besatzungsuniform. Nachdem Nicolás Eva nur knapp aus einem Feuer in ihrer Kabine gerettet hat, das Dr. Rojas gelegt hat, dreht der Kapitän entgegen Fernandos Wunsch heimlich Richtung Heimathafen um. Nicolás bemerkt, dass ein Matrose auch Plazaola heißt; Carolina findet bei diesem Sofía lebend vor. |           |                 |                  |               |                                                               |
| 4 | 4         | Kursänderung    | Cambio der rumbo | Carlos Sedes  | Daniel Martín Serrano, Curro Novallas & José Antonio Valverde |
| Sofía erklärt, sie habe einen Mikrofilm gesucht, der beweisen soll, dass Carolinas Vater von Onkel Pedro und Dr. Rojas ermordet worden sei. Dabei überfiel sie ein Assistent Rojas‘, aber ihr Onkel, der Matrose, rettete sie und sie warfen den toten Assistenten über Bord. Pedro nimmt mit einem Trick Evas Anhänger, ein Geschenk ihres Vaters, an sich, der dann in Carolinas Hände fällt. Nachdem Verónica mit Sebastián geschlafen hat, sieht sie, wie er auch eine andere umgarnt. Nicolás bemerkt während eines Kuss mit Eva den Kurswechsel und warnt den Kapitän vor einem Sturm, der ihn der Brücke verweist. Nachdem der Kapitän sich eingeschlossen hat, richten er und Aníbal durch das Fenster Pistolen aufeinander. |           |                 |                  |               |                                                               |
| 5 | 5         | Der Sturm       | La tormenta      | Lino Escalera | Daniel Martín Serrano, Curro Novallas & José Antonio Valverde |
| Eva sieht Sofía in ihrer Kabine und schreibt einen Brief an Pedro, um ihn zu einem Treffen anzulocken, falls er den Mikrofilm hat, den Carolina ihm zuschiebt. Der angeschossene Nicolás wird von Rojas und Eva, die ihm Blut spendet, behandelt. Während der zweite Offizier die Crew durch den Sturm navigiert, wird dem Kapitän das Kommando entzogen, das er danach Nicolás überträgt. Sofía findet den Mikrofilm in Evas Schreibmaschine, doch während eines Fests für die Passagiere wird sie von Rojas festgehalten, der ihn an sich nimmt. Nachdem Verónica mit Dimas den Sturm durchgestanden hat, versöhnt sie sich dennoch mit Sebastián. Aníbal, der seine Frau geschlagen hat, entdeckt, dass diese ihm Gift verabreicht hat, und greift sie in der Kabine an. Als Clara hinzukommt, stößt er tödlich gegen den Tisch. |           |                 |                  |               |                                                               |
| 6 | 6         | Opfer           | 527 L.           | Lino Escalera | Daniel Martín Serrano, Curro Novallas & José Antonio Valverde |
| Sofía kann sich befreien und auf ein Deck fliehen, wo Rojas festgenommen und Sofía befragt wird. Auf dem Mikrofilm sehen die Schwestern einen Lieferschein von „527 L.“ der Schuhfabrik, den Pedro und Rojas unterschrieben. Sie glauben, diese haben heimlich Menschen in Konzentrationslager geliefert und ihren Vater umgebracht, als er es rausgefunden hatte, aber Pedro sagt, es sei ein Unfall gewesen. Fernando gesteht Carolina, dass er Spielschulden hat und deswegen erpresst wird, und Nicolás beichtet Eva, dass er verheiratet ist, aber seine Frau von Nazis verschleppt wurde und wahrscheinlich tot sei. Pedro lässt Veronicas Mutter Francisca einen Koffer mit Nazigold verstecken. Carolina und Eva finden heraus, dass das Stück Stoff von Mario Plazaola stammt und Sofía, nicht Rojas, den Film genommen hatte. Nicolás lässt nach Mario suchen, der sich gemeinsam mit Sofía versteckt. Natalia und Clara inszenieren, dass Aníbal von einer Treppe gefallen sei, doch Varela und Nicolás vermuten Mord, aber Nicolás lässt Varela nicht ermitteln, sondern den neuen Ersten Offizier Pierre, der Claras Freund ist. Er verdächtigt sie, als er Blut an ihrem Schuh sieht. Verónica schließt mit Dimas einen Pakt, vor ihrer Mutter ein Paar zu spielen. |           |                 |                  |               |                                                               |
| 7 | 7         | Drei Stunden    | Tres horas       | Lino Escalera | Daniel Martín Serrano, Curro Novallas & José Antonio Valverde |
| Während Mario Plazaola, der eigentlich Carlos, der Vater der Schwestern, ist, und Sofía sich beim Kapitän verstecken, nimmt Nicolás Pedro und Rojas fest und sperrt sie in ihre Kabinen, aber Rojas kann sich herausschleichen und Carolina heimlich vergiften, sodass er als Arzt um Hilfe gebeten wird. Er verlangt von Eva den Mikrofilm, der im Tresor verschlossen ist, und gibt ihr drei Stunden Zeit. Der alte Kapitän erfährt, dass Varela lang genug in Manuels Zelle war, um ihn umgebracht und einen Selbstmord inszeniert zu haben. Eva zwingt Nicolás, den Tresor zu öffnen und ihr den Mikrofilm zu geben, wird aber von Rojas auf Deck bedroht. Von Nicolás gerettet kann sie Carolina rechtzeitig das Gegenmittel spritzen, als gerade Plazaola/Carlos hereinplatzt. Nachdem Clara von Pierre befragt worden ist und Natalia gewarnt hat, erzählt sie Pierre die Wahrheit über Aníbal. Sebastián erfährt, dass er pleite ist, und informiert sich über Dimas‘ Plan, aus Zucker Treibstoff zu gewinnen. |           |                 |                  |               |                                                               |
| 8 | 8         | Kain            | Caín             | Lino Escalera | Daniel Martín Serrano, Curro Novallas & José Antonio Valverde |
| Zwei Tage später: Am Tag von Carolinas Hochzeit erzählt Pedro Nicolás, es sei eigentlich Carlos gewesen, der die Leute in Konzentrationslager geschickt und es ihm und Rojas angehängt habe, weswegen Pedro versuchte, Carlos umzubringen. Carlos arrangiert ein Treffen mit Pedro und Rojas und verlangt das Gold im Gegenzug dafür, dass er ihnen bei der Ankunft am Hafen zur Flucht verhelfe. Verónica entdeckt den Goldkoffer und zeigt ihn den Schwestern, worauf es auch Carlos sieht und Eva beginnt, Pedro zu glauben. Nachdem sie es Carolina gesagt hat, verlangt diese vor den Hochzeitsgästen von Carlos die Wahrheit, wodurch er gesteht, den Nazis die Lastwagen zur Verfügung gestellt zu haben, weil es der Fabrik schlecht ging, und sich freiwillig festnehmen lässt. Nicolás traut Carolina und Fernando in der Kabine im Beisein ihrer Vertrauten, als gerade der Notruf eines Bootes eingeht. Carlos greift seinen Wächter und Pedro an und flieht. |           |                 |                  |               |                                                               |

### Staffel 2
| Nr. (ges.) | Nr. (St.) | Deutscher Titel  | Originaltitel        | Regie                | Drehbuch                                                                                   |
| --- | --------- | ---------------- | -------------------- | -------------------- | ------------------------------------------------------------------------------------------ |
| 9 | 1         | Casandra         | Casandra             | Manuel Gómez Pereira | Ramón Campos, Daniel Martín Serrano, Gema R. Neira, Curro Novallas & José Antonio Valverde |
| Während Kapitän Aguirre Varela und Pierre nach Carlos suchen lässt, werden fünf Schiffbrüchige der Viktoria aufgenommen und von Rojas versorgt, darunter Casandra, die Hellsehen können soll. Seitdem passieren Stromausfälle und andere merkwürdige Dinge. Carlos verschanzt sich unter Bedrohung Verónicas in der Kabine von Sebastián, der, als Francisca nach ihrer Tochter fragt, einen Hinweis an Dimas weitergibt. Durch Casandras Gabe und Dimas‘ Schlussfolgerung wird bekannt, wo Carlos sich befindet. Eva und Dimas schleichen sich in die Kabine und können Verónica retten, worauf Carlos gestellt und in einen Käfig gesperrt wird. Pedro kann nach einem Schlag auf den Kopf nicht mehr sehen. Nicolás erhält ein Telegramm seiner Frau aus Brasilien. |           |                  |                      |                      |                                                                                            |
| 10 | 2         | Von den Toten    | De entre los muertos | Manuel Gómez Pereira | Ramón Campos, Daniel Martín Serrano, Gema R. Neira, Curro Novallas & José Antonio Valverde |
| Casandra behauptet zu spüren, auf dem Schiff sei vor der Abreise eine Frau getötet worden und ihr Geist und der Mörder befinde sich noch auf dem Schiff. Ihre angebliche Gabe spricht sich herum und beunruhigt vor allem Carolina, während Eva und Fernando zweifeln. Eva will Casandra als Betrügerin entlarven und findet in deren Kabine einen Stecker mit dem Symbol der Covadonga, dem früheren Namen der Barbara de Braganza. Casandra gibt zu, schon einmal auf dem Schiff gewesen zu sein. Sofía wurde wieder freigelassen und will Carlos befreien, von dem sie schwanger ist. Während Varela Natalia für sein Schweigen erpresst, hat Clara in ihrer Kabine einen Zusammenbruch, worauf Natalia sie drängt sich zusammenzureißen. Sebastián gesteht Verónica seine Liebe und bereitet mit Dimas vor, ihr einen Antrag zu machen. |           |                  |                      |                      |                                                                                            |
| 11 | 3         | Ist da wer?      | ¿Hay alguien ahí?    | Lino Escalera        | Ramón Campos, Daniel Martín Serrano, Gema R. Neira, Curro Novallas & José Antonio Valverde |
| Carolina hat in ihrer Kabine einen Frauenleichnam auf dem Bett gesehen, doch ist dieser verschwunden, als sie ihn Eva und Fernando zeigen will. Casandra hält mit ihr eine Séance mittels Hexenbrett ab, bei der der Geist einer Rosa Marín mit ihnen zu reden scheint. Diese habe Carolina auserwählt, um Hilfe zu finden. Ein Telegramm aus dem angeblichen Heimathafen der Viktoria lässt Zweifel an Casandras Geschichte ihrer Fahrt aufkommen, aber sie hat eine Erklärung parat. Von einem Freund erfährt Eva die Geschichte Rosa Maríns, einer verschwundenen Frau aus Vigo, über die sie sich bei Varela weiterinformiert. Nachdem Eva zuerst geglaubt hat, dass ihre Schwester halluzinierte, sieht sie den Geist schließlich auch. Natalia übernimmt die Buchhaltung, wodurch sie Varela auszahlen kann, aber muss sich auch darum kümmern, dass Clara gekündigt hat. Nachdem Dimas Verónica verraten hat, was Sebastián vorhat, ist sie unsicher, ob sie den Antrag annehmen soll, sagt aber dann doch Ja. |           |                  |                      |                      |                                                                                            |
| 12 | 4         | Besitzerwechsel  | Cambio de manos      | Lino Escalera        | Ramón Campos, Daniel Martín Serrano, Gema R. Neira, Curro Novallas & José Antonio Valverde |
| Nachdem auch Verónica die Frau gesehen hat und es Diebstähle auf dem Schiff gibt, kommt Unruhe gegen die Schiffbrüchigen auf. Mehrere übernatürliche Vorfälle scheinen andeuten zu wollen, dass Fernando Rosa Marín umgebracht habe, und die Schwestern finden heraus, dass er sie gekannt hat. Eva glaubt, Casandra habe einen Plan, und spricht bei ihren Nachforschungen auch mit ihrem Vater. Aus alten Unterlagen findet sie heraus, dass Rosa die Tochter des Inhabers der Covadonga war. Da Natalia sich Sorgen macht, Clara könnte alles ausplaudern, schlägt Varela vor, diese als einzige Schuldige darzustellen. Nachdem Dimas herausgefunden hat, dass Sebastián pleite ist und sein Patent verkauft hat, macht er ihm eine Szene auf der Verlobungsfeier. |           |                  |                      |                      |                                                                                            |
| 13 | 5         | Der Schlussakt   | El número final      | Manuel Gómez Pereira | Ramón Campos, Daniel Martín Serrano, Gema R. Neira, Curro Novallas & José Antonio Valverde |
| Auch Nicolás sieht den angeblichen Geist, der dabei etwas fallen lässt. Carolina findet Casandra in ihrer Kabine bewusstlos und kümmert sich um sie. Varela hat den Dieb festgenommen, Evas Freund Julián, der ihr sagt, Carolina werde überwacht. In ihrer Kabine finden Eva und Nicolás eine geheime Treppe zu Kabine 3, von der aus die Schiffbrüchigen operieren. Als der Geist vor Fernando erscheint, können Eva und Nicolás die Frau stellen. Darauf gesteht Casandra, dass sie Rosa Maríns Schwester Carmen ist und Fernando, den Rosa geliebt habe, für den Mörder hält. Dieser erklärt Carolina, dass er mit Rosa den Kauf des Schiffes abgewickelt hatte. Natalia behauptet gegenüber Pierre, Clara hätte eine Affäre mit Aníbal gehabt und ihn alleine umgebracht. Sebastián will sich mit Verónica und Dimas aussprechen, die ihm aber abweisen. |           |                  |                      |                      |                                                                                            |
| 14 | 6         | Die andere Seite | El otro lado         | Manuel Gómez Pereira | Ramón Campos, Daniel Martín Serrano, Gema R. Neira, Curro Novallas & José Antonio Valverde |
| Der Rezeptionist gesteht, dass er Rosa kannte und zu einem Treffen mit Fernando auf das Schiff begleitete, bei dem ein Schuss fiel, sowie dass Rosa und Fernando eine Beziehung gehabt haben sollen. Carolina enthüllt einen Brief von Rosa an Fernando, dass sie ihn verlasse und nach New York gehe. Als Casandra den Brief mit ihren Unterlagen vergleicht, erkennt sie, dass es nicht Rosas Unterschrift ist, was sie den Schwestern erzählt. Um Rosas Leiche auf dem Schiff finden zu können, fragen sie Carlos nach den Geheimgängen. Hinter dem Wandbild der Rezeption finden sie eine Kiste mit der Leiche. Nachdem Clara mit Pierre gestritten hat, wird sie während eines Auftritts ohnmächtig und stirbt an einer Überdosis Schlaftabletten. Sebastián hat einen Plan, um Dimas‘ Patent zurückzugewinnen. |           |                  |                      |                      |                                                                                            |
| 15 | 7         | Die Schuldigen   | Culpables            | Lino Escalera        | Ramón Campos, Daniel Martín Serrano, Gema R. Neira, Curro Novallas & José Antonio Valverde |
| Fernando wird als Hauptverdächtiger festgenommen und gesteht Carolina, dass er mit Rosa weggehen wollte, aber die Schwestern und Casandra glauben an seine Unschuld. Sie schlussfolgern, der Tod von Rosa, um zu verhindern, dass sie bei der Reederei mitbestimmen würde, hätte am meisten Aníbal genutzt. Auch finden sie heraus, dass ihr Vater zwar Fernando nicht mochte, aber unbedingt wollte, dass Carolina ihn heiratet. Beim Gespräch mit Carlos bemerken sie, dass er krank ist, sodass er aus dem Käfig geholt wird. Während er mit Rojas die Flucht vorbereitet, bedroht Sofía den Kapitän, um das Gold zu holen, aber es ist verschwunden. Sofía kann in das Rettungsboot steigen, aber Rojas schießt auf Carlos. Nachdem Pierre Natalia angegriffen hat, sagt Varela ihm, er plane, Natalia in Rio der Janeiro verhaften zu lassen. Sebastián versucht, beim Pokern zu betrügen, aber fliegt auf, worauf er seinem Geschäftspartner das Familienanwesen anbietet. |           |                  |                      |                      |                                                                                            |
| 16 | 8         | Töten aus Liebe  | Amores que matan     | Lino Escalera        | Ramón Campos, Daniel Martín Serrano, Gema R. Neira, Curro Novallas & José Antonio Valverde |
| Das Schiff kommt in Rio de Janeiro an, aber darf noch nicht anlegen, bevor das Gold gefunden ist. Carlos erliegt seinen Wunden, nachdem er geschworen hat, Rosa nicht ermordet zu haben. Die anderen Schiffbrüchigen nehmen Carolina gefangen, die sie des Mordes verdächtigen. Eva bemerkt, dass Pedro wieder sehen kann, und holt das Gold von ihm, sodass das Schiff einlaufen kann. Der Polizist, der es an sich nimmt, gibt es an Land an Sofía. Als Casandras Assistent mit Carolina in einem Schrankkoffer das Schiff verlassen will, können Eva und Fernando sie befreien und Casandra bedroht sie, aber wird festgenommen. Beim Auschecken erkennt Carolina an Franciscas Unterschrift, dass diese den Brief gefälscht hat und daher die Mörderin ist. Francisca gesteht, dass sie Rosa drängte, Fernando zu verlassen, und sie in Notwehr erschoss. Als sie darauf Rosas Geist sieht, läuft sie zur Reling und stürzt schwer aufs Deck. Verónica, die sich gegen Sebastián entschieden hat, wird vor dem Krankenwagen von Dimas verabschiedet. Nachdem Eva sieht, wie Nicolás‘ Frau ihn empfängt, fahren die Schwestern mit Fernando weg. |           |                  |                      |                      |                                                                                            |

### Staffel 3
| Nr. (ges.) | Nr. (St.) | Deutscher Titel    | Originaltitel        | Regie              | Drehbuch                                                                                  |
| --- | --------- | ------------------ | -------------------- | ------------------ | ----------------------------------------------------------------------------------------- |
| 17 | 1         | Neuer Kurs         | Nuevo rumbo          | Lino Escalera      | Ramón Campos, Gema R. Neira, Daniel Martín Serrano, Sara Alquézar & José Antonio Valverde |
| Ein Jahr später vor der Reise mit der Barbara de Braganza nach Mexiko wird Eva von dem britischen Spion Fabio kontaktiert. Sie soll helfen, auf dem Schiff den österreichischen Wissenschaftler Untermann zu finden, der ein tödliches Virus entwickelt hat. Pedro hat dafür gesorgt, dass seine alte Freundin Carmen mit ihrer Tochter Diana und dem Arzt Ayala an Bord kommt. Diana sitzt im Rollstuhl, ist bandagiert und kann scheinbar nicht sprechen, was aber alles nur gespielt ist. Nach Franciscas Tod arbeiten Verónica und Dimas auf dem Schiff, aber Verónica sorgt dafür, dass sie sich statt um die Schwestern um Diana kümmern muss. Dem Schiff soll Carolinas Frachter Roncesvalles mit Ladung folgen, doch dessen Kapitän wird außer Gefecht gesetzt, sodass Nicolás einspringt und er von Offizier Hector ersetzt wird. Eva und Fabio verdächtigen einen Historiker, was sich als Irrtum herausstellt. |           |                    |                      |                    |                                                                                           |
| 18 | 2         | Masken             | Máscaras             | Lino Escalera      | Ramón Campos, Gema R. Neira, Daniel Martín Serrano, Sara Alquézar & José Antonio Valverde |
| Als Eva sich mit Fabios Kollegen Steve auf Deck trifft, wird dieser erschossen und kann nur noch „Katona“ sagen, einen ungarischen Nachnamen. Eva und Fabio finden heraus, dass Alex Katona ein Schüler Untermanns war, und verdächtigen den bulgarischen Passagier Andonov. Nachdem der Kapitän und Natalia sich über Sicherheitsmaßnahmen gestritten haben, berichtet Héctor ihr, der Kapitän sei labil und habe vergessen, dass er den Kurs ändern ließ, worauf sie sich küssen. Als Carolina Carmen besucht, injiziert Ayala ihr ein Muskelrelaxans, das sie außer Gefecht setzt, und Diana, die genau wie Carolina aussieht, nimmt deren Platz ein. Sie bringt Eva dazu, ihr vom Virus zu erzählen, worauf Fabio die Zusammenarbeit beendet. Nachdem er sich alleine um Andonov kümmern wollte, finden Eva und ihr Zimmermädchen Anna in seiner Kabine Blutspuren. |           |                    |                      |                    |                                                                                           |
| 19 | 3         | Grundströmung      | Mar de fondo         | Federico Untermann | Gema R. Neira, Daniel Martín Serrano, Sara Alquézar & José Antonio Valverde               |
| Nachdem Eva den Kapitän benachrichtigt hat, wird Andonovs Leiche gefunden. Ayala, der ihn getötet hat, sagt Carmen, Andonov sei unschuldig gewesen. Während Eva und Fabio sich in die Krankenstation schleichen, um Andonovs Leiche zu untersuchen, sprechen Carmen und Ayala mit Pedro, dass sie Eva gesehen haben, der Varela informiert. Durch einen Anruf in der Krankenstation kann Diana (als Carolina) Eva und Fabio rechtzeitig warnen, bevor sie entdeckt werden. Fabio erhält ein Telegramm, dass Untermann an Land festgenommen wurde, aber glaubt weiterhin, dass das Virus an Bord ist. Als in der Kabine des Kapitäns ein kleines Feuer ausbricht, machen die Offiziere und Natalia sich langsam Sorgen um seinen Gesundheitszustand. Nicolás’ Frau Chantal vertraut Eva an, Ayala sei der Arzt, der sie im Konzentrationslager gefoltert hatte. Carolina (als Diana) gibt Verónica eine als Feuerzeug getarnte Kamera, die Fabio von Dimas nimmt, weil sie Steve gehörte. Carmen und Ayala verhindern, dass Eva mit Diana sprechen kann, und schlagen ihn nieder, während er die Fotos entwickelt. |           |                    |                      |                    |                                                                                           |
| 20 | 4         | Jagd nach Schatten | Persiguiendo sombras | Federico Untermann | Gema R. Neira, Daniel Martín Serrano, Sara Alquézar & José Antonio Valverde               |
| Auf einen geheimen Tipp hin findet Varela bei Fabio ein blutiges Tuch und nimmt ihn fest. Er glaubt aber, dass der Mord Fabio angehängt werden solle und dieser wisse, wer Andonov getötet hat. Sie treffen eine Vereinbarung, dass Fabio freigelassen wird und Varela ihm hilft. Nachdem Eva beobachtet hat, wie Ayala die Kabine eines Kellners aufsucht, (der auf dem Foto zu sehen war,) wollen sie ihm eine Falle stellen und erfinden eine Botschaft Katonas, dass er ihnen das Virus verkaufen will. Carolina kann Ayala betäuben und noch schwach auf den Gang fliehen und Pedro das Foto zustecken, aber wird von Carmen wieder eingefangen. Nachdem der Kapitän halluziniert, dass ein Schiff auf sie zukommt, wird er des Amtes enthoben und Héctor eingesetzt, der heimlich den Kurs ändert. Es gehört zu Pierres Plan, sich an Natalia für Claras Tod zu rächen. Als Carolina (eigentlich Diana) sich seltsam verhält und Dinge nicht weiß, werden Eva, die glaubt, sie arbeite für Ayala, und Verónica misstrauisch. Während eines Maskenballs geht Eva als Katona verkleidet zu dem Treffen für den angeblichen Verkauf, wo Ayala auf sie schießt. |           |                    |                      |                    |                                                                                           |
| 21 | 5         | Eingesperrt        | Encerrados           | Lino Escalera      | Gema R. Neira, Daniel Martín Serrano, Sara Alquézar & José Antonio Valverde               |
| Eva überlebt dank einer schusssicheren Weste. Nachdem Varela Ayala festgenommen hat, plant Diana, Carolina umzubringen und ihr Leben zu führen. Verónica alarmiert Eva, dass die Bandagierte sie mehrfach um Hilfe gebeten hat. In deren Kabine finden sie einen angeblichen Abschiedsbrief, aber können auf Deck dazwischengehen, als scheinbar Carolina Diana über Bord werfen will. Indem Eva ihr die Bandagen abnimmt, entdeckt sie den Tausch. Diana erklärt, dass sie nicht Carmens Tochter ist, sondern im Gefängnis saß und Ayala sie herausholte, und Carmen, dass ihre wahre Tochter entführt wurde, damit sie mitmacht. Als der Kapitän in die Kursänderung eingreifen will, lässt Hector ihn, Fernando und Natalia festnehmen sowie nach Eva und Carolina suchen. Nachdem Carolina sagt, dass Pedro das Foto hat, erkennt Eva darauf ihr Zimmermädchen Ana als Alex(andra) Katona. Dank Carmens Hilfe kann Diana fliehen, aber Katona, die sie für Carolina hält, injiziert ihr das Virus. Héctor, der mit ihr unter einer Decke steckt und sie küsst, jagt Eva mit einer Pistole, als sie von Nicolás in eine Kabine gezogen wird. |           |                    |                      |                    |                                                                                           |
| 22 | 6         | Die ewige See      | Mar eterno           | Lino Escalera      | Gema R. Neira, Daniel Martín Serrano, Sara Alquézar & José Antonio Valverde               |
| Während Héctor Fabio zu Ayala sperrt, verstecken Nicolás und die Schwestern sich und locken Pierre mit einem Trick zu sich. Er erklärt, dass er sich an Natalia rächen und Héctor den Kurs ändern wollte, aber er nichts von dem Virus weiß. Sie befreien den Kapitän, Fernando und Natalia und nehmen Héctor gefangen. Vor Fabio und Eva und von Passagieren umkreist kippt Diana auf Deck infiziert um. Während die Infizierten, darunter Dimas, in der Kantine und die Gesunden auf Deck voneinander getrennt werden, stellt Ayala durch Héctors Blut eine Impfstoffprobe her. Diana zwingt Eva, ihr sie zu injizieren. Als diese nicht wirkt, weil Héctor doch nicht immun ist, stirbt Diana und Ayala erstellt den Impfstoff durch Katonas Blut. Nach Nicolás Notruf kommt statt eines Rettungsschiffs ein Kriegsschiff. Es beginnt auf die Barbara de Braganza zu schießen, bevor mitgeteilt werden kann, dass es eine Heilung gibt. Während die Passagiere in Rettungsbooten evakuiert werden, sucht Nicolás die Gelbe Flagge und sieht, dass Katona geflohen ist, die er im Messerkampf tötet, wobei er selbst schwer verwundet wird. Eva hisst die Gelbe Flagge, sodass das Kriegsschiff das Feuer einstellt. Sie ist bei Nicolás, als er stirbt, und wird von Fabio in das letzte Rettungsboot gebracht. |           |                    |                      |                    |                                                                                           |

## Besetzung und Synchronisation
Die deutschsprachige Synchronisation entstand nach Dialogbüchern und unter der Dialogregie von Horst Müller (1. und 2. Staffel) und Verena Ludwig (Dialogbüchern 3. Staffel) und Frank Muth (Dialogregie 3. Staffel) durch die Berliner Synchron GmbH.
| Passagiere                             | Passagiere                                     | Passagiere | Passagiere         | Passagiere                        |
| Rolle                                  | Beschreibung                                   | Staffeln   | Darsteller         | Synchronsprecher                  |
| -------------------------------------- | ---------------------------------------------- | ---------- | ------------------ | --------------------------------- |
| Eva Villanueva                         | Schriftstellerin, Carolinas Schwester          | 1–3        | Ivana Baquero      | Maria Hönig                       |
| Carolina Villanueva Anm                | Evas Schwester, Fernandos Verlobte/Frau        | 1–3        | Alejandra Onieva   | Natascha Geisler                  |
| Fernando Fábregas                      | Carolinas Verlobter/Mann, Besitzer des Schiffs | 1–3        | Eloy Azorín        | Jaron Löwenberg                   |
| Luisa Castro Bermúdez / Sofía Plazaola | Blinder Passagier                              | 1–2        | Manuela Vellés     | Lina Rabea Mohr                   |
| Francisca de García                    | Dienstbotin der Schwestern                     | 1–2        | Chiqui Fernández   | Heike Schroetter                  |
| Veronica de García                     | Franciscas Tochter; später Dienstmädchen       | 1–3        | Begoña Vargas      | Victoria Frenz                    |
| Pedro Villanueva                       | Onkel der Schwestern                           | 1–3        | José Sacristán     | Rainer Gerlach                    |
| Natalia Fábregas                       | Fernandos Schwester                            | 1–3        | Natalia Rodríguez  | Uschi Hugo                        |
| Aníbal de Suza                         | Natalias Mann, Aktionär am Schiff              | 1          | Félix Gómez        | Michael Iwannek                   |
| Sebastián de la Cuesta                 | reicher Playboy, Verehrer von Veronica         | 1–2        | Tamar Novas        | Niclas Lutz                       |
| Dimas Gómez                            | Sebastiáns Diener, Verehrer von Veronica       | 1–3        | Ignacio Montes     | Marc Bluhm                        |
| Arturo                                 | Sebastiáns Geschäftspartner                    | 1–2        | Gonzalo Kindelán   | Matthias Klie                     |
| Julián                                 | Freund von Dimas und Eva                       | 1–2        | Pepe Barroso Silva | Max Felder, John-Alexander Döring |
| Casandra Lenormand / Carmen Marín      | Schiffbrüchige, angeblich Hellseherin          | 2          | Claudia Traisac    | Dascha Lehmann                    |
| Erich                                  | Schiffbrüchiger, Casandras Assistent           | 2          | Antonio Reyes      | Erich Räuker                      |
| Chantal                                | Nicolás’ Frau                                  | 3          | Claudia Galán      | Carmen Katt                       |
| Fabio                                  | britischer Spion                               | 3          | Marco Pigossi      | Bastian Sierich                   |
| Carmen                                 | Freundin von Pedro, Mutter der Kranken Diana   | 3          | Cristina Plazas    | Daniela Thuar                     |
| Doktor Ayala                           | Arzt von Carmens Tochter                       | 3          | Pep Anton Muñoz    | Bodo Wolf                         |
| Besatzung                              |                                                |            |                    |                                   |
| Nicolás Vázquez                        | Erster Offizier, kurz Kapitän; Evas Freund     | 1–3        | Jon Kortajarena    | Jeremias Koschorz                 |
| Detektiv Varela                        | Sicherheitschef                                | 1–3        | Antonio Durán      | Uwe Büschken                      |
| Captain Santiago Aguirre               | Schiffskapitän                                 | 1–3        | Eduardo Blanco     | Bernd Vollbrecht                  |
| Doctor Rojas                           | Schiffsarzt                                    | 1–2        | Pepe Ocio          | Nicolas Böll                      |
| Clara Romero                           | Sängerin in der Lounge                         | 1–2        | Laura Prats        | Marieke Oeffinger                 |
| Pierre                                 | Zweiter, kurz Erster Offizier; Claras Partner  | 1–3        | Daniel Lundh       | Thomas Schmuckert                 |
| Agustin                                | Rezeptionist                                   | 1–2        | Javier Taboada     | Sebastian Kaufmane                |
| Mario Plazaola / Carlos Villanueva     | Matrose, Vater der Schwestern                  | 1–2        | Luis Bermejo       | Reinhard Scheunemann              |
| Héctor Beribent                        | neuer Erster Offizier                          | 3          | Nicolás Francella  | Ricardo Richter                   |
| Anna / Alex Katona                     | neues Dienstmädchen                            | 3          | Itsaso Arana       | Lydia Morgenstern                 |

## Produktion und Veröffentlichung
Mit High Seas bestellte Netflix im Juni 2018 seine dritte spanische fiktionale Serie nach Die Telefonistinnen und Élite. Sie wurde produziert von dem Studio Bambú Producciones und von Ramón Campos und Gema R. Neira entwickelt, die auch Grand Hotel, Velvet und Die Telefonistinnen kreierten. Sie schrieben die Serie zusammen mit Daniel Martín Serrano, Curro Novallas und José Antonio Valverde; das Team wurde angeführt von Regisseur Carlos Sedes und Jacobo Martínez an der Kamera, die bereits bei den vorigen Produktionen mit Campos und Neira arbeiteten.
Die Dreharbeiten der ersten Staffel begannen Ende Oktober 2018. Im November wurde sie um eine zweite Staffel verlängert; die sechzehn Episoden der zwei Staffeln wurden am Stück produziert. Die erste Staffel erschien am 24. Mai 2019, die zweite am 22. November.
Vor Veröffentlichung der zweiten Staffel wurde die Serie im Oktober 2019 um weitere sechzehn Folgen in einer dritten und vierten Staffel verlängert, aber die Produktion der vierten Staffel wurde im Frühjahr 2020 storniert, sodass die Serie mit der dritten Staffel beendet wurde, die sechs Folgen enthält und am 7. August 2020 erschien.